# Saison 1974-1975 de l'AS Saint-Étienne
Chronologie
Saison précédente Saison suivante
Cette page présente la saison 1974-1975 de l'AS Saint-Étienne. Le club évolue en Division 1, en Coupe de France et prend part à la Coupe d'Europe des Clubs Champions.

## Résumé de la saison
- Le club termine premier du championnat cette saison. C'est son 8e titre de champion de France.
- Il remporte également la coupe de France au détriment de Lens en finale, avec notamment une splendide reprise de volée de Jean-Michel Larqué. C'est le quatrième doublé Coupe-Championnat.
- Hervé Revelli termine meilleur buteur du club avec 26 buts, toutes compétitions confondues.
- C'est aussi la saison des premiers grands succès en Coupe d'Europe, avec un renversant 8e de finale joué contre Hajduk Split (4-1 en Yougoslavie ; 5-1 au retour à Geoffroy-Guichard).
- Côté joueurs, peu de mouvements excepté l'arrivée d'Yves Triantafilos, dit 'Tintin'. Premiers pas également chez les pros de Jean-François Larios. On retrouve également la dernière rencontre disputée par Robert Herbin lors de la dernière rencontre de championnat contre Troyes où il marque un pénalty.

- Georges Bereta va se trouver au milieu d'une affaire de transfert qui va faire réagir le monde français du football. À la fin de la première partie de la saison, le Président Rocher reçoit une demande de transfert de la part de l'Olympique de Marseille pour Georges Bereta. Il ne lui reste plus que 6 mois de contrat avec l'ASSE, mais il a un accord oral pour prolonger. Néanmoins, et contre le gré du joueur, le président Rocher valide le transfert . Georges Bereta reviendra 6 mois plus tard à Geoffroy-Guichard avec le maillot blanc de Marseille[1],[2].

- Carton plein à domicile. Les stephanois remportent leurs 19 matchs à Geoffroy-Guichard ! Un record inégalé en France. Citons notamment le match contre Bastia: les verts, pour une fois amorphes, sont menés 0-2 sur leur pelouse à la 75e lorsque intervient une panne de courant. Au retour des vestiaires les verts sont transfigurés et inscrivent trois buts dans les dix dernières minutes pour une victoire 3-2 ... qui leur offre le titre !

- L'entraîneur Robert Herbin rechausse les crampons à l'occasion du dernier match de gala contre Troyes et marque un but sur pénalty.

## Équipe professionnelle

### Transferts
Sont considérés comme arrivées, des joueurs n’ayant pas joué avec l’équipe 1 la saison précédente.
| Nom                  | Nationalité | Poste             | Transfert | Provenance/Destination | Division        |
| -------------------- | ----------- | ----------------- | --------- | ---------------------- | --------------- |
| Arrivées             |             |                   |           |                        |                 |
| Esad Dugalic         |             | Gardien           | Transfert | Sarajevo               | Division 1      |
| Jean-Louis Cazes     |             | Défenseur         | Transfert | Bayonne                | -               |
| Robert Herbin        |             | Défenseur         | -         | -                      | Entraîneur ASSE |
| Jean-François Larios |             | Milieu de terrain | -         | -                      | Formé au club   |
| Félix Lacuesta       |             | Milieu de terrain | -         | -                      | Formé au club   |
| Yves Triantafilos    |             | Attaquant         | Transfert | Olympiakos             | Division 1      |
| Départs              |             |                   |           |                        |                 |
| José Broissart       |             | Milieu            | Transfert | Bastia                 | Division 1      |
| Michel Rouquette     |             | Milieu de terrain | Transfert | AS Monaco FC           | Division 1      |

| Nom            | Nationalité | Poste     | Transfert | Provenance/Destination | Division   |
| -------------- | ----------- | --------- | --------- | ---------------------- | ---------- |
| Arrivées       |             |           |           |                        |            |
| Départs        |             |           |           |                        |            |
| Georges Bereta |             | Attaquant | Transfert | Olympique de Marseille | Division 1 |

### Championnat

#### Matchs allers
| Date       | N o | Adversaire             | Lieu | Résultat | Buteurs pour Saint-Étienne                                            | Points | Classement |
| ---------- | --- | ---------------------- | ---- | -------- | --------------------------------------------------------------------- | ------ | ---------- |
| 02/08/1974 | J01 | Troyes AF              | Ext. | 1 -0     | -                                                                     | 0      | 18         |
| 09/08/1974 | J02 | AS Monaco FC           | Dom. | 3 - 2    | Larqué 7e 68e, Merchadier 33e                                         | 2      | 9          |
| 13/08/1974 | J03 | Bordeaux               | Ext. | 1 -0     | -                                                                     | 2      | 15         |
| 16/08/1974 | J04 | Nîmes Olympique        | Dom. | 4 - 0    | Triantafilos 9e 81e, Larqué 12e, Bereta 58e                           | 5      | 6          |
| 23/08/1974 | J05 | FC Nantes              | Ext. | 2 -1     | Synaeghel 38e                                                         | 5      | 12         |
| 27/08/1974 | J06 | Lille OSC              | Ext. | 2 - 0    | -                                                                     | 5      | 15         |
| 02/09/1974 | J07 | Red Star FC            | Dom. | 2 - 0    | Triantafilos 41e , Revelli H. 89e                                     | 7      | 11         |
| 13/09/1974 | J08 | FC Sochaux             | Ext. | 1 – 1    | Larqué 62e                                                            | 8      | 13         |
| 24/09/1974 | J09 | RC Strasbourg          | Dom. | 2 - 1    | Revelli H. 28e 38e                                                    | 10     | 9          |
| 27/09/1974 | J10 | Stade de Reims         | Ext. | 0 - 2    | Merchadier 24e, Synaeghel 56e                                         | 12     | 9          |
| 05/10/1974 | J11 | Angers SCO             | Dom. | 2 - 0    | Lopez 13e, Larqué 50e                                                 | 14     | 4          |
| 18/10/1974 | J12 | OGC Nice               | Ext. | 1 – 1    | Revelli P. 44e                                                        | 15     | 7          |
| 26/10/1974 | J13 | FC Metz                | Dom. | 5 - 0    | Laumen 10e (csc), Lopez 11e, Bathenay 56e, Bereta 80e, Revelli H. 86e | 18     | 1          |
| 29/10/1974 | J14 | Stade rennais UC       | Ext. | 3 - 1    | Synaeghel 38e                                                         | 18     | 4          |
| 01/11/1974 | J15 | Olympique lyonnais     | Dom. | 1 - 0    | Revelli H. 62e                                                        | 20     | 2          |
| 09/11/1974 | J16 | Bastia                 | Ext. | 1 – 1    | Synaeghel 73e                                                         | 21     | 2          |
| 20/11/1974 | J17 | Paris-Saint-Germain FC | Dom. | 3 - 2    | Piazza 73e, Revelli H 89e, Bathenay 90e                               | 23     | 1          |
| 24/11/1974 | J18 | Olympique de Marseille | Ext. | 1 - 2    | Bathenay 53e, Revelli H. 71e                                          | 25     | 1          |
| 01/12/1974 | J19 | RC Lens                | Dom. | 3 - 2    | Revelli P. 32e, Triantafilos 51e 74e                                  | 27     | 1          |

#### Matchs retours
| Date       | N o | Adversaire             | Lieu | Résultat | Buteurs pour Saint-Étienne                          | Points | Classement |
| ---------- | --- | ---------------------- | ---- | -------- | --------------------------------------------------- | ------ | ---------- |
| 08/12/1974 | J20 | AS Monaco FC           | Ext. | 3 - 1    | Revelli H. 75e                                      | 27     | 1          |
| 15/12/1974 | J21 | Bordeaux               | Dom. | 2 - 0    | Janvion 62e, Triantafilos 85e                       | 29     | 1          |
| 22/12/1974 | J22 | Nîmes Olympique        | Ext. | 0 – 0    | -                                                   | 30     | 2          |
| 12/01/1975 | J23 | FC Nantes              | Dom. | 2 - 0    | Lopez 19e, Triantafilos 55e                         | 32     | 1          |
| 19/01/1975 | J24 | Lille OSC              | Dom. | 4 - 1    | Bathenay 31e, Triantafilos 48e, Revelli H. 86e 89e  | 35     | 1          |
| 26/01/1975 | J25 | Red Star FC            | Ext. | 1 - 2    | Revelli P. 38e , Revelli H. 75e                     | 37     | 1          |
| 09/02/1975 | J26 | FC Sochaux             | Dom. | 1 - 0    | Revelli H. 9e                                       | 39     | 1          |
| 16/02/1975 | J27 | RC Strasbourg          | Ext. | 0 – 0    | -                                                   | 40     | 1          |
| 23/02/1975 | J28 | Stade de Reims         | Dom. | 3 - 1    | Revelli P. 7e, Triantafilos 13e, Piazza 77e         | 42     | 1          |
| 12/03/1975 | J29 | Angers SCO             | Ext. | 0 - 1    | Triantafilos 87e                                    | 44     | 1          |
| 22/03/1975 | J31 | FC Metz                | Ext. | 3 - 0    | -                                                   | 44     | 1          |
| 01/04/1975 | J32 | Stade rennais UC       | Dom. | 3 - 0    | Revelli H. 33e, Santini 60e, Triantafilos 68e       | 47     | 1          |
| 04/04/1975 | J33 | Olympique lyonnais     | Ext. | 1 - 0    | -                                                   | 47     | 1          |
| 30/04/1975 | J35 | Paris-Saint-Germain FC | Ext. | 2 – 2    | Revelli P. 28e, Santini 54e                         | 48     | 1          |
| 03/05/1975 | J36 | Olympique de Marseille | Dom. | 4 - 1    | Revelli H. 27e, Larqué 63e, Lopez 66e, Bathenay 71e | 51     | 1          |
| 16/05/1975 | J30 | OGC Nice               | Dom. | 2 - 0    | Santini 5e, Repellini 73e                           | 53     | 1          |
| 21/05/1975 | J34 | Bastia                 | Dom. | 3 - 2    | Synaeghel 80e, Piazza 83e, Repellini 86e            | 55     | 1          |
| 30/05/1975 | J37 | RC Lens                | Ext. | 3 – 1    | Larqué 74e                                          | 55     | 1          |
| 03/06/1975 | J38 | Troyes AF              | Dom. | 5 - 1    | Santini 6e 26e, Larqué 18e 43e, Herbin 78e (pen.)   | 58     | 1          |

#### Classement final
En cas d'égalité entre deux clubs, le premier critère de départage est la différence de buts.
| Rang | Équipe                   | Pts | J  | G  | N  | P  | Bp | Bc | Diff | Bon |
| ---- | ------------------------ | --- | -- | -- | -- | -- | -- | -- | ---- | --- |
| 1    | AS Saint-Étienne T C     | 58  | 38 | 23 | 6  | 9  | 70 | 39 | +31  | 6   |
| 2    | Olympique de Marseille   | 49  | 38 | 18 | 9  | 11 | 65 | 45 | +20  | 4   |
| 3    | Olympique lyonnais       | 48  | 38 | 16 | 11 | 11 | 64 | 53 | +11  | 5   |
| 4    | Nîmes Olympique          | 47  | 38 | 16 | 11 | 11 | 56 | 49 | +7   | 4   |
| 5    | FC Nantes                | 45  | 38 | 16 | 11 | 11 | 50 | 42 | +8   | 2   |
| 6    | SEC Bastia               | 45  | 38 | 15 | 11 | 12 | 54 | 47 | +7   | 4   |
| 7    | RC Lens                  | 44  | 38 | 16 | 8  | 14 | 59 | 59 | 0    | 4   |
| 8    | FC Metz                  | 44  | 38 | 15 | 10 | 13 | 54 | 56 | -2   | 4   |
| 9    | RC Strasbourg            | 43  | 38 | 16 | 8  | 14 | 49 | 56 | -7   | 3   |
| 10   | AS Monaco FC             | 42  | 38 | 18 | 4  | 16 | 64 | 68 | -4   | 2   |
| 11   | Stade de Reims           | 41  | 38 | 15 | 8  | 15 | 57 | 57 | 0    | 3   |
| 12   | FC Girondins de Bordeaux | 39  | 38 | 15 | 7  | 16 | 48 | 49 | -1   | 2   |
| 13   | Lille OSC P              | 39  | 38 | 15 | 5  | 18 | 53 | 56 | -3   | 4   |
| 14   | OGC Nice                 | 39  | 38 | 13 | 10 | 15 | 59 | 63 | -4   | 3   |
| 15   | Paris-Saint-Germain FC P | 37  | 38 | 12 | 12 | 14 | 57 | 65 | -8   | 1   |
| 16   | Troyes AF                | 37  | 38 | 12 | 10 | 16 | 46 | 55 | -9   | 3   |
| 17   | FC Sochaux               | 34  | 38 | 11 | 10 | 17 | 41 | 49 | -8   | 2   |
| 18   | Angers SCO               | 33  | 38 | 9  | 10 | 19 | 48 | 60 | -12  | 5   |
| 19   | Stade rennais FC         | 33  | 38 | 10 | 11 | 17 | 38 | 52 | -14  | 2   |
| 20   | Red Star FC P            | 29  | 38 | 7  | 12 | 19 | 43 | 55 | -12  | 3   |

Victoire à 2 points, 1 point de bonus pour tout match gagné par 3 buts ou plus d'écart.
Qualifications européennes
Coupe des clubs champions européens
- 1er : 1er tour (1/16 de finale)

Coupe d'Europe des vainqueurs de coupe
- Finaliste de la Coupe de France : 1er tour (1/16 de finale)

Coupe UEFA
- 2e et 3e : 1er tour (1/32 de finale)

Relégation
- 18e, 19e et 20e : relégation en Division 2

Abréviations
T : Tenant du titre

C : Vainqueur de la Coupe de France 1974-75

P : Promus de Division 2
- L'AS Saint-Étienne étant qualifiée pour la Coupe des clubs champions européens en tant que champion, sa place en Coupe d'Europe des vainqueurs de coupe va au finaliste de la Coupe de France, à savoir le RC Lens.
- Les vainqueurs des deux groupes de D2, l'AS Nancy Lorraine et l'US Valenciennes-Anzin, obtiennent la montée directe en D1. Les deux deuxièmes des groupes se disputent la montée, et c'est l'Olympique avignonnais qui remporte ce barrage face au FC Rouen, et prend la troisième place d'accès à la D1.

### Coupe de France

#### Tableau récapitulatif des matchs
| Date       | N o                     | Adversaire    | Lieu                                  | Résultat | Buteurs pour Saint-Étienne                                             | Suite                               |
| ---------- | ----------------------- | ------------- | ------------------------------------- | -------- | ---------------------------------------------------------------------- | ----------------------------------- |
| 02/02/1975 | 32èmes de finale        | SO Maine      | Stade Lacoin, Le Mans                 | 2 - 0    | Bathenay 18e, Janvion 53e                                              | Qualifiés pour les 16èmes de finale |
| 01/03/1975 | 16èmes de finale aller  | USF Le Puy    | Stade Geoffroy-Guichard,Saint-Étienne | 6 - 0    | Revelli H. 15e 33e (pen.) 48e, Larqué 59e, Triantafilos 68e, Lopez 86e | -                                   |
| 09/03/1975 | 16èmes de finale retour | USF Le Puy    | Stade Lafayette,Le Puy                | 1 - 2    | Revelli H. 13e 39e                                                     | Qualifiés pour les 8èmes de finale  |
| 12/04/1975 | 8èmes de finale aller   | Nancy         | Stade Marcel-Picot, Nancy             | 1 – 1    | Santini 76e                                                            | -                                   |
| 16/04/1975 | 8èmes de finale retour  | Nancy         | Stade Geoffroy-Guichard,Saint-Étienne | 3 - 2    | Merchadier 15e, Revelli H. 18e 56e                                     | Qualifiés pour les ¼ de finale      |
| 09/05/1975 | Quart de finale aller   | RP Strasbourg | Stade Geoffroy-Guichard,Saint-Étienne | 2 - 0    | Synaeghel 33e , Merchadier 55e                                         | -                                   |
| 13/05/1975 | Quart de finale retour  | RP Strasbourg | Stade de la Meinau,Strasbourg         | 1 – 1    | Revelli H. 17e                                                         | Qualifiés pour les demi-finales     |
| 07/06/1975 | Demi-finale             | SC Bastia     | Parc des Princes,Paris                | 2 - 0    | Sarramagna 60e, Revelli H. 80e                                         | Qualifiés pour la finale            |
| 14/06/1975 | Finale                  | RC Lens       | Parc des Princes,Paris                | 2 - 0    | Piazza 68e, Larqué 79e                                                 | Vainqueurs de la Coupe de France    |

### Coupe d'Europe des Clubs Champions

#### Tableau récapitulatif des matchs
| Date       | N o                     | Adversaire        | Lieu                                  | Résultat | Buteurs pour Saint-Étienne                                         | Suite                               |
| ---------- | ----------------------- | ----------------- | ------------------------------------- | -------- | ------------------------------------------------------------------ | ----------------------------------- |
| 18/09/1974 | 16èmes de finale aller  | Sporting Portugal | Stade Geoffroy-Guichard,Saint-Étienne | 2 - 0    | Revelli H. 15e, Bereta 58e                                         | -                                   |
| 03/03/1974 | 16èmes de finale retour | Sporting Portugal | Stade José Alvalade, Lisbonne         | 1 – 1    | Synaeghel 25e                                                      | Qualifiés pour les 8èmes            |
| 23/10/1974 | 8èmes de finale aller   | Hajduk Split      | Stade de Poljud,Split                 | 4 - 1    | Revelli H. 34e                                                     | -                                   |
| 06/11/1974 | 8èmes de finale retour  | Hajduk Split      | Stade Geoffroy-Guichard,Saint-Étienne | 5 - 1 ap | Larqué 36e, Bathenay 61e, Bereta 71e (pen.), Triantafilos 82e 104e | Qualifiés pour les quarts de finale |
| 05/03/1975 | Quart de finale ller    | Ruch Chorzów      | Stade municipal de Chorzów,Chorzów    | 3 - 2    | Larqué 64e, Triantafilos 84e                                       | -                                   |
| 19/03/1975 | Quart de finale retour  | Ruch Chorzów      | Stade Geoffroy-Guichard,Saint-Étienne | 2 - 0    | Janvion 3e , Revelli H. 84e                                        | Qualifiés pour les demi-finales     |
| 09/04/1975 | Demi-finale aller       | Bayern Munich     | Stade Geoffroy-Guichard,Saint-Étienne | 0 – 0    | -                                                                  | -                                   |
| 23/04/1975 | Demi-finale retour      | Bayern Munich     | Stade Olympique,Munich                | 2 - 0    | -                                                                  | Éliminés                            |

### Statistiques

#### Équipe-type
| \| Curkovic Farison Janvion (Repellini) (Merchadier) Piazza Lopez Synaeghel Larqué Bathenay (Santini) (Bereta) · P.Revelli H.Revelli Triantafilos \| Équipe-type de la saison 1974-1975 |
| Curkovic Farison Janvion (Repellini) (Merchadier) Piazza Lopez Synaeghel Larqué Bathenay (Santini) (Bereta) · P.Revelli H.Revelli Triantafilos                                          |

#### Buteurs
| Place | Nom                  | Division 1 | Coupe de France | Coupe des clubs Champions | TOTAL des BUTS |
| 1     | Hervé Revelli        | 14 buts    | 9 buts          | 3 buts                    | 26 buts        |
| 2     | Yves Triantafilos    | 11 buts    | 1 but           | 3 buts                    | 15 buts        |
| 3     | Jean-Michel Larqué   | 9 buts     | 2 buts          | 2 buts                    | 13 buts        |
| 4     | Christian Synaeghel  | 5 buts     | 1 but           | 1 but                     | 7 buts         |
| 4     | Dominique Bathenay   | 5 buts     | 1 but           | 1 but                     | 7 buts         |
| 6     | Jacques Santini      | 5 buts     | 1 but           | -                         | 6 buts         |
| 7     | Patrick Revelli      | 5 buts     | -               | -                         | 5 buts         |
| 7     | Christian Lopez      | 4 buts     | 1 but           | -                         | 5 buts         |
| 7     | Georges Bereta       | 3 buts     | -               | 2 buts                    | 5 buts         |
| 10    | Oswaldo Piazza       | 3 buts     | 1 but           | -                         | 4 buts         |
| 10    | Alain Merchadier     | 2 buts     | 2 buts          | -                         | 4 buts         |
| 12    | Gérard Janvion       | 1 but      | 1 but           | 1 but                     | 3 buts         |
| 13    | Pierre Repellini     | 2 buts     | -               | -                         | 2 buts         |
| 14    | Christian Sarramagna | -          | 1 but           | -                         | 1 but          |
| 14    | Robert Herbin        | 1 but      | -               | -                         | 1 but          |
| #     | contre son camp      | 1 but      | -               | -                         | 1 but          |
| Total | 15 buteurs           | 70 buts    | 21 buts         | 13 buts                   | 104 buts       |

Date de mise à jour : le 1er mai 2015.

#### Statistiques cartons  jaunes
Les stats ne sont peut-être pas tout à fait complètes.
| Place | Nom                | Division 1 | Coupe d'Europe des Clubs Champions | TOTAL des CARTONS JAUNES |
| 1     | Gérard Janvion     | 4 cartons  | 1 carton                           | 5 cartons                |
| 2     | Pierre Repellini   | 2 cartons  | 1 carton                           | 3 cartons                |
| 3     | Dominique Bathenay | 2 cartons  | -                                  | 2 cartons                |
| 3     | Oswaldo Piazza     | 1 carton   | 1 carton                           | 2 cartons                |
| Total | 4 joueurs avertis  | 9 cartons  | 3 cartons                          | 12 cartons               |

Date de mise à jour : le 6 mai 2015.

#### Affluences
412 922 spectateurs ont assisté à une rencontre au stade cette saison, soit une moyenne de 16 517 par match.
25 rencontres ont eu lieu à Geoffroy-Guichard durant la saison.

Affluence de l'AS Saint-Étienne à domicile

### Équipe de France
8  stéphanois auront les honneurs de l’Équipe de France cette saison : Georges Bereta  (3 sélections), Christian Lopez et Alain Merchadier (2 sélections) , Yves Triantafilos, Hervé Revelli, Patrick Revelli, Christian Synaeghel et Jean-Michel Larqué. Georges Bereta fut le capitaine de l’Équipe de France à chacune de ses convocations.
| Joueurs             | Position          | Date       | Lieu      | Adversaire | Type rencontre                     | Score | Temps de jeu | Buts |
| Alain Merchadier    | Défenseur         | 07.09.1974 | Varsovie  | Pologne    | Amical                             | 0 - 2 | 3            | -    |
| Alain Merchadier    | Défenseur         | 26.03.1975 | Paris     | Hongrie    | Amical                             | 2 - 0 | 7            | -    |
| Christian Lopez     | Défenseur         | 26.03.1975 | Paris     | Hongrie    | Amical                             | 2 - 0 | 83           | -    |
| Christian Lopez     | Défenseur         | 25.05.1975 | Reykjavik | Islande    | Éliminatoires Championnat d'Europe | 0 – 0 | 90           | -    |
| Christian Synaeghel | Milieu            | 16.11.1974 | Paris     | R.D.A.     | Éliminatoires Championnat d'Europe | 2 – 2 | 25           | -    |
| Georges Bereta      | Attaquant         | 07.09.1974 | Varsovie  | Pologne    | Amical                             | 0 - 2 | 90           | -    |
| Georges Bereta      | Attaquant         | 12.10.1974 | Bruxelles | Pologne    | Éliminatoires Championnat d'Europe | 2 - 1 | 90           | -    |
| Georges Bereta      | Attaquant         | 16.11.1974 | Paris     | R.D.A.     | Éliminatoires Championnat d'Europe | 2 – 2 | 90           | -    |
| Patrick Revelli     | Attaquant         | 07.09.1974 | Varsovie  | Pologne    | Amical                             | 0 - 2 | 18           | -    |
| Yves Triantafilos   | Attaquant         | 26.03.1975 | Paris     | Hongrie    | Amical                             | 2 - 0 | 90           | -    |
| Hervé Revelli       | Attaquant         | 26.03.1975 | Paris     | Hongrie    | Amical                             | 2 - 0 | 60           | -    |
| Jean-Michel Larqué  | Milieu de terrain | 25.05.1975 | Reykjavik | Islande    | Éliminatoires Championnat d'Europe | 0 – 0 | 90           | -    |

2  stéphanois a eu les honneurs de l’Équipe de France Espoirs cette saison :  Dominique Bathenay (3 sélections) et Christian Sarramagna (1 sélection).
| Joueurs              | Position  | Date       | Lieu      | Adversaire | Type rencontre | Score | Temps de jeu | Buts |
| Dominique Bathenay   | Milieu    | 08.09.1974 | Besançon  | Pologne    | Amical         | 3 - 1 | 90           | -    |
| Dominique Bathenay   | Milieu    | 13.10.1974 | Grenoble  | Belgique   | Amical         | 1 - 0 | 90           | -    |
| Dominique Bathenay   | Milieu    | 16.11.1974 | Erfurt    | R.D.A.     | Amical         | 1 – 1 | 90           | -    |
| Christian Sarramagna | Attaquant | 26.03.1975 | Kecskemét | Hongrie    | Amical         | 2 - 0 | 90           | -    |